# Agrimonia pilosa
La agrimonia velluda de China (Agrimonia pilosa) es una especie de planta erecta perteneciente a la familia de las rosáceas. Es originaria de China.

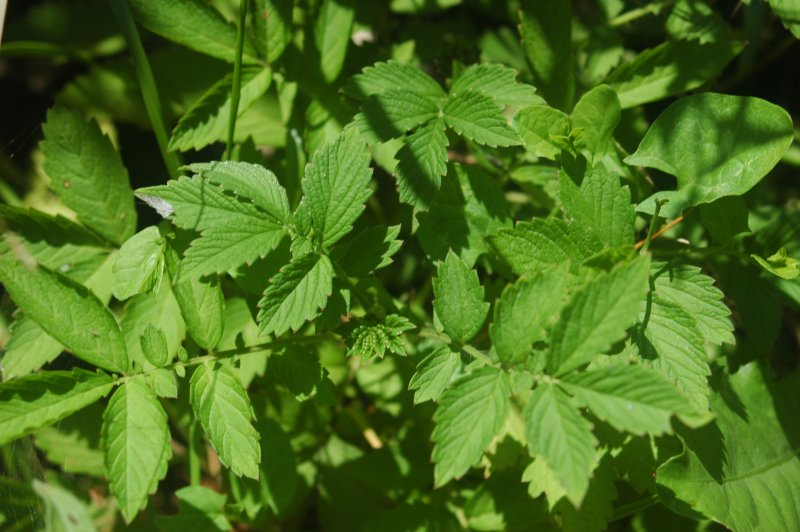
Vista de la planta

## Descripción
Agrimonia pilosa es una planta herbácea perennifolia con tallo erecto que alcanza un tamaño de 30 a 120 centímetros de altura. Crece a lo largo de las carreteras o en áreas de pasto en diversas altitudes. Puede crecer en suelos de arena, limosos o suelos pesados. Su pH adecuado para el cultivo es suelos alcalinos ácidos o básicos. Tiene muchas raíces laterales y su rizoma es corto y por lo general tuberoso.  Sus tallos son de color amarillento en parte verde y su trozo superior es escasamente pubescente y piloso, pero la parte inferior tiene pelos densos. Sus hojas son de color verde, alternas e imparipinnadas con 2-4 pares de folíolos. El número de foliolos se reduce a 3 en las hojas superiores. Las hojas son ovales y el filo con dientes puntiagudos de tamaño similar. Las hojas son de 3  - 6 centímetros de largo y 1,5 a 3,5 centímetros  de ancho y son peludas en ambos lados.

## Propiedades
Es una planta originaria del este de Asia donde es utilizada en la medicina tradicional china. Se emplea en el tratamiento de las hemorragias internas, de estómago, de nariz, de intestinos o de la esfera ginecológica. Por vía externa se ha recomendado en forma de irrigaciones en caso de infección vaginal por tricomonas.
Química
Agrimonia pilosa contiene ciertos componentes químicos, tales como agrimonolida, cumarina, tanino, así como flavonoides, fenilpropanoides  y triterpenos. Algunos componentes son bioactivos contra la disentería, tumores , y las infecciones por levaduras ; y útil en el mantenimiento de bacteriostasis y la estimulación del sistema inmune.

## Taxonomía
Agrimonia pilosa fue descrita por Karl Friedrich von Ledebour y publicado en Index Seminum Horti Dorpatensis annni 1811 1, en el año 1823.
Etimología
Agrimonia: nombre genérico que tanto el The Jepson Manual como Philip Alexander Munz en A Flora of Southern California postulan que este nombre deriva del griego argema, para "ojos enfermos", debido a su supuesto valor medicinal, pero no se puede encontrar ninguna referencia de que la agrimonia haya sido utilizada para las enfermedades oculares. Otra posibilidad es que se trata de una mención de algún otro epíteto, tal vez argemone, un antiguo nombre utilizado por Dioscórides y Plinio el Viejo para la amapola, o argemonion , un nombre Dioscórides aplica a la Anemone. Estos dos derivaciones en realidad podría refieran a la misma cosa porque argemone es supuestamente una palabra dada por los griegos a las plantas que sanaban los ojos. Umberto Quattrocchi también sugiere la explicación menos probable de que podría ser del griego agros = "de campo o tierra abierta", y monos = "solamente, solo".
pilosa: epíteto latíno que significa "peluda"
Sinonimia
- Agrimonia nepalensis D. Don
- Agrimonia granulosa Juz.
- Agrimonia japonica (Miq.) Koidz.
- Agrimonia obtusifolia A.I. Baranov & Skvortsov
- Agrimonia viscidula Bunge
- Agrimonia conopsea Czern. ex C.A.Mey.
- Agrimonia convergens Czern. ex Juz.
- Agrimonia dahurica Willd. ex Ser.
- Agrimonia davurica (Link) Schltdl. ex Ledeb.
- Agrimonia eupatoria auct.
- Agrimonia glabrata Spreng. ex C.A.Mey.
- Agrimonia godetiana Andrz.
- Agrimonia gotectiana auct.
- Agrimonia lanata Wall.
- Agrimonia striata subsp. pilosa (Ledeb.) Rumjantsev
- Agrimonia suffrutescens Cardot
- Agrimonia zeylandica Hand.-Mazz.

## Nombres comunes
- Castellano: Agrimonia velluda.